# Mirabilis jalapa
Pour les articles homonymes, voir Belle de nuit.
Belle de nuit, Merveille du Pérou
Espèce

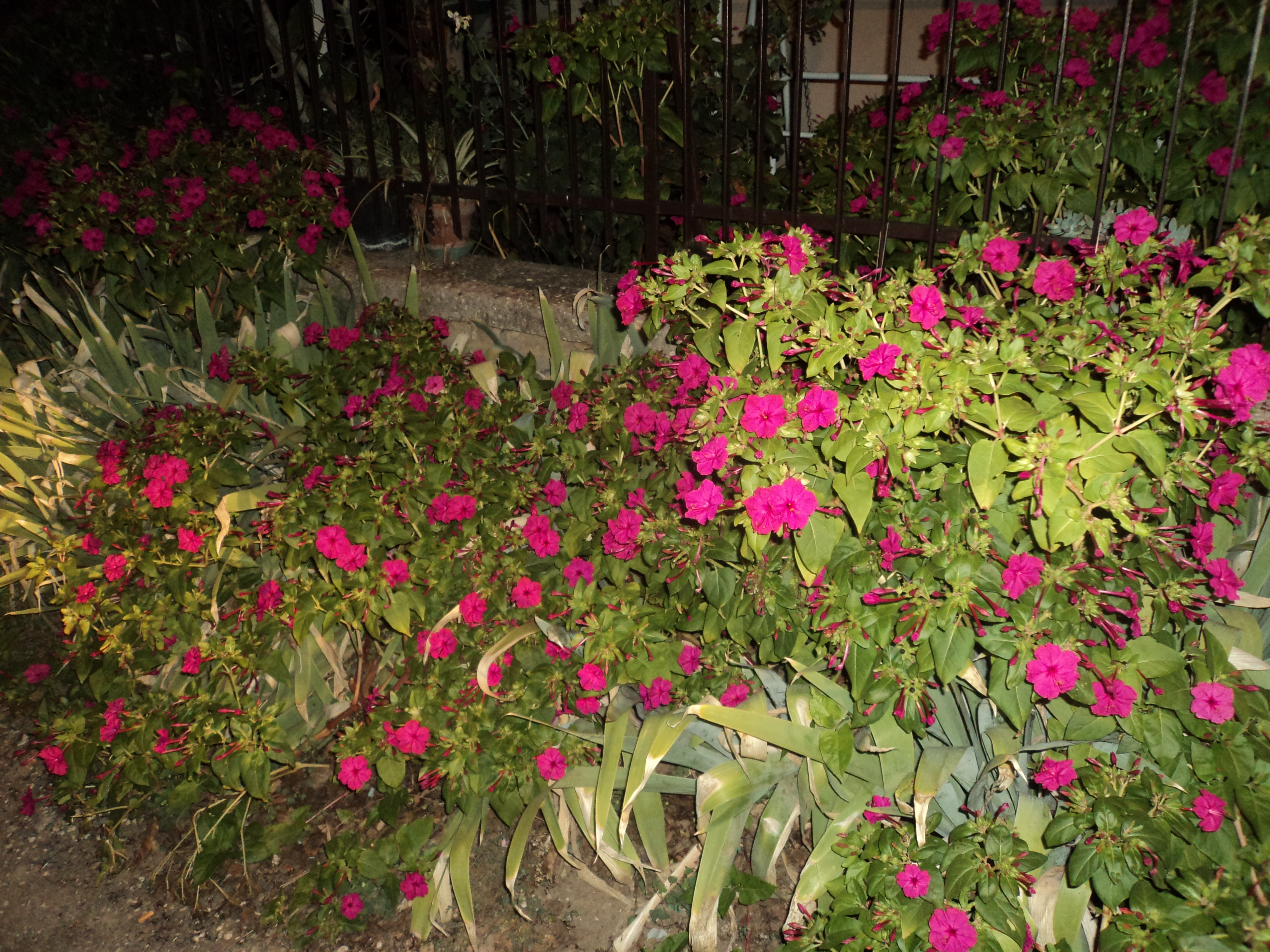

Mirabilis jalapa, la Belle-de-nuit ou Merveille du Pérou, est une espèce de plantes herbacées vivaces de la famille des Nyctaginacées, poussant aussi bien dans les jardins que dans les milieux incultes. Originaire d'Amérique subtropicale, elle fut introduite en Europe à la fin du XVIe siècle. Elle tient son nom de sa principale caractéristique, ses fleurs s'ouvrent pleinement la nuit et se referment au petit matin. La plante très facile de culture fournit de juillet à novembre une profusion ininterrompue de graines noires et on la trouve souvent se replantant d'elle-même à l'état sauvage. Ses couleurs qui sont le rose, le rouge, le jaune, le blanc et le mauve peuvent être mélangées au sein d'une même fleur.
Le 16 vendémiaire du calendrier républicain ou révolutionnaire français est officiellement dénommé jour de la belle de nuit, généralement chaque 7 octobre du calendrier grégorien.

## Étymologie et histoire
Le nom de Mirabilis jalapa donné par Linné en 1753 est formé du latin scientifique Mirabilis signifiant « admirable » par allusion aux remarquables couleurs de ses fleurs et du nom spécifique jalapa qui renverrait à son origine dans le Jalapa au Guatemala. Mais l'épithète de jalapa pourrait aussi renvoyer à la ville de Xalapa (Jalapa) au Mexique d'où provenait une ancienne drogue purgative, nommée jalap, tirée des tubercules du jalap tubéreux (Ipomoea purga (Wender) Hayne) mais qu'on attribuait à tort à l'époque au Mirabilis jalapa.
Linné réfère à toutes les espèces de jalapa (« Jalapae species omnes Tournef. infl. 130. ») décrites par Tournefort qui en 1694, écrivait « Le Jalap, ou la Belle de nuit est un genre de plante, dont la fleur est un tuyau évasé en entonnoir à pavillon crénelé... Le P. Plumier m'a assuré que le Jalap, dont on nous apporte la racine d'Amérique, était une véritable espèce de Belle de nuit. Nous en avons aussi reçu la semence, qui a produit dans le Jardin royal de Paris une plante assez semblable à la Belle de nuit commune ; mais cette semence est plus ridée, et les feuilles de la plante sont moins lisses ».

## Synonymie
D'après Tela Botanica :
- Jalapa congesta Moench
- Jalapa officinalis Crantz
- Mirabilis dichotoma Gaterau
- Mirabilis pubescens Zipp. ex Span.
- Mirabilis xalapa Noronha
- Nyctago versicolor Salisb.

## Description

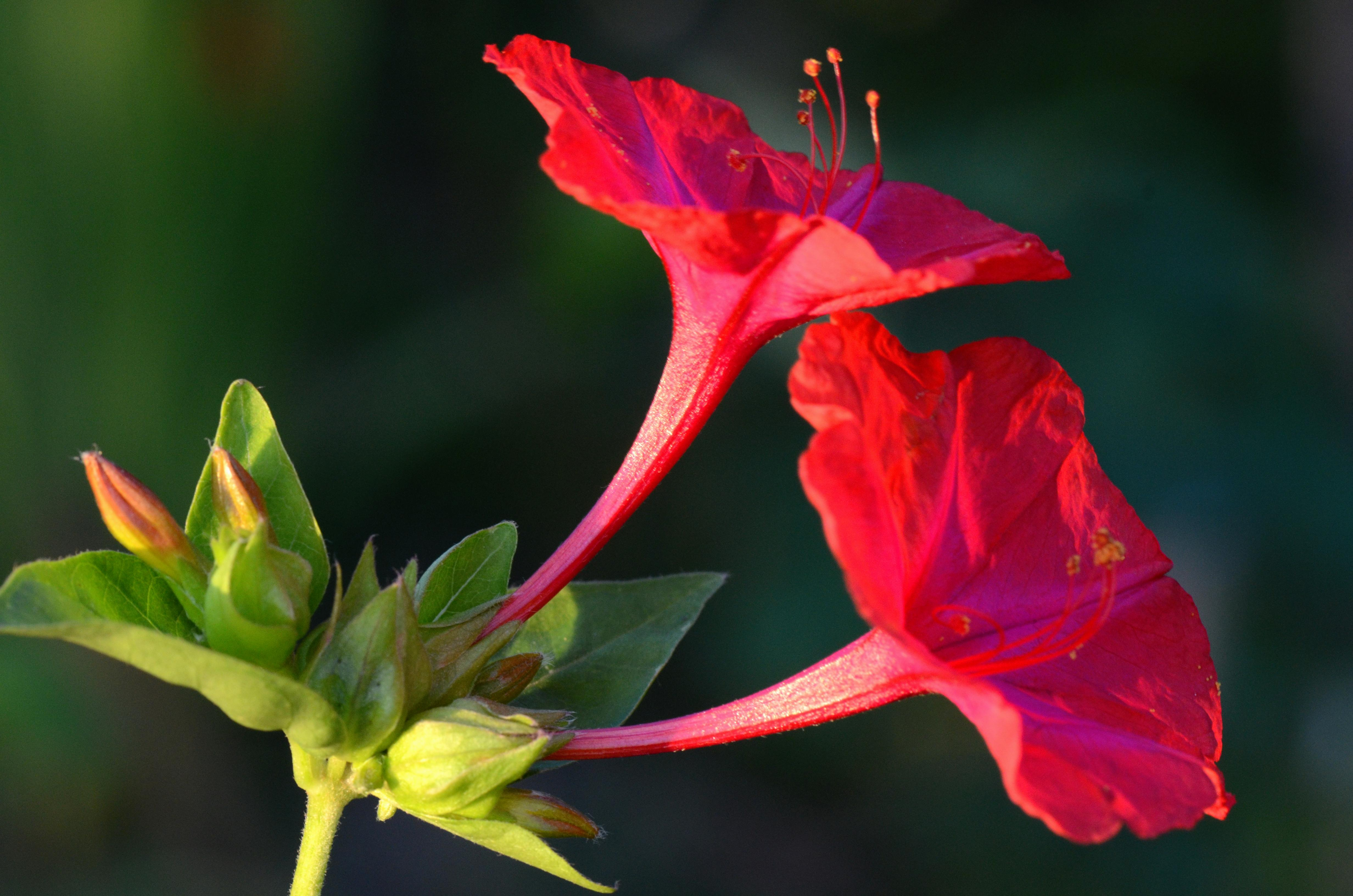
Fleurs de Mirabilis jalapa

La Belle-de-nuit est une plante herbacée vivace de 30 à 80 cm de haut, souvent cultivée en annuelle. En France métropolitaine, elle disparaît en hiver mais sous les tropiques, elle est pérenne et fleurit toute l'année. 
Les tiges dichotomiques sont pleines, quadrangulaires, charnues, de couleur verte à rougeâtre, épaissie au niveau des nœuds. La belle-de-nuit est d'un port buissonnant, très ramifié.
Les feuilles opposées sont ovales, à base arrondie ou légèrement cordée, à sommet aigu, de 4 à 12 cm de long sur 3 à 8 cm de large. Le pétiole mesure 1 à 4 cm de long.

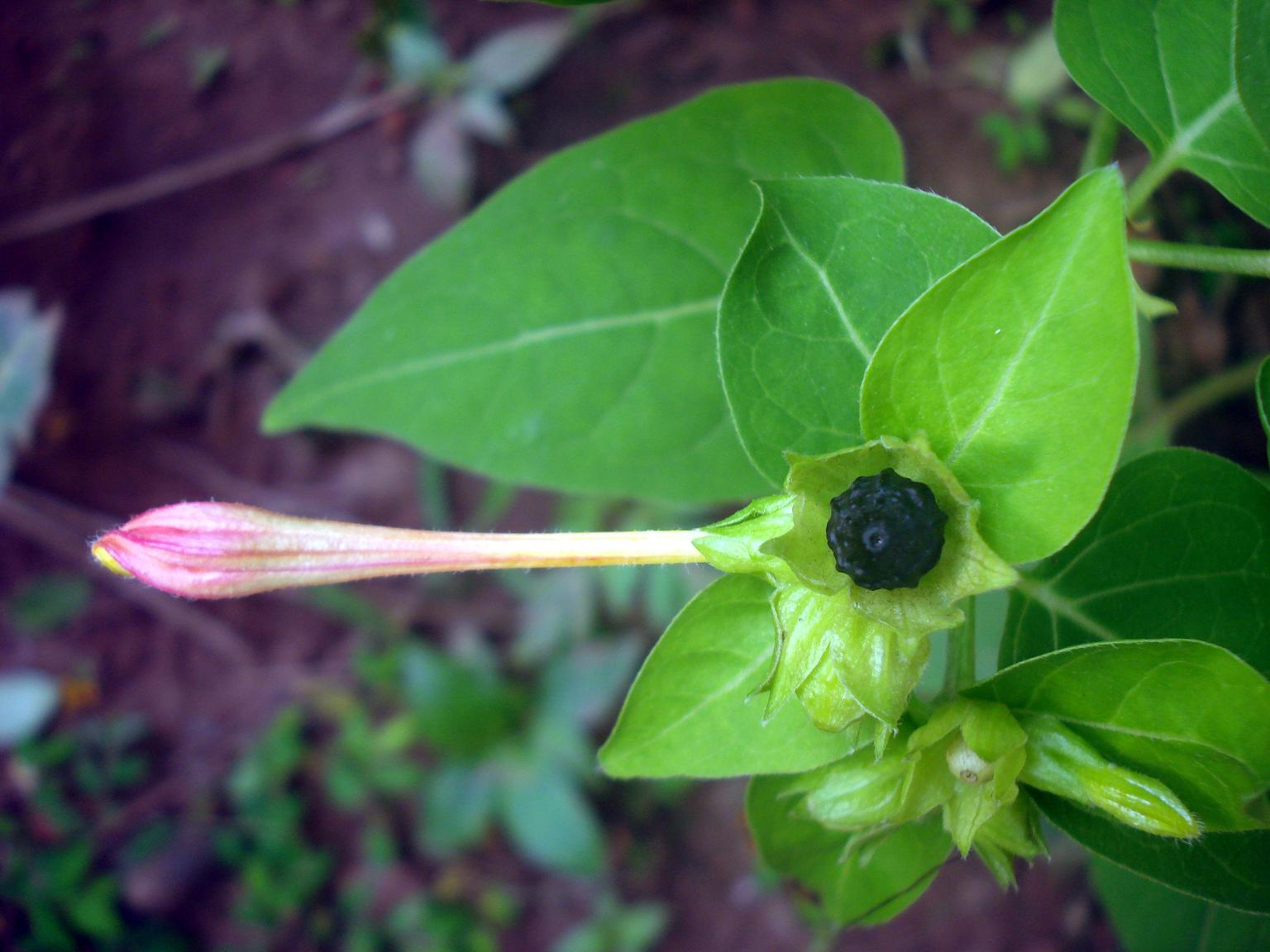
fleur en bouton et fruit

L'inflorescence à l'extrémité des rameaux est une cyme bipare contractée en une fleur, à 5 bractées donnant l'impression d'un involucre sépaloïde, de couleur vert pâle, long de 7 à 12 mm, comportant 5 lobes triangulaires soudés à la base, refermés sur le tube de la corolle. La corolle colorée est formée d'un long tube étroit de 2 à 6 cm, s'évasant largement à l'extrémité en entonnoir de 4-5 cm de diamètre. Sa couleur peut être jaune, écarlate, pourpre, rose, blanche ou bicolore. Elle enferme 6 étamines de taille inégale, émergeant largement du tube de la corolle et un carpelle possédant un ovule renversé (anatrope). Les fleurs ne s'ouvrent qu'au crépuscule ou par temps couvert et exhalent un parfum rappelant la fleur de tabac. Elles fanent le matin et sont remplacées par d'autres fleurs sur le même pied, le soir même. L'anthèse dure de 16 à 20 heures et reste donc visible une partie du jour.

Il a été montré qu'au Brésil (État de Paraná), le mode principal de fécondation était l'autopollinisation. En Amérique centrale, deux papillons de nuit, le sphinx ello (Erinnyis ello) et le sphinx orangé (Hyles lineata) sont aussi des visiteurs assurant la pollinisation.

La floraison s'étale de juin ou juillet à octobre en France métropolitaine et toute l'année aux Antilles.
Le fruit, de couleur noire, apparaît à la base de la fleur une fois que celle-ci est tombée. C'est un akène, sec, subglobuleux, noir, de 6 à 8 mm de long qui reste entouré par le pseudocalice accrescent.
Cette fleur aux pigments fluorescents déploie ses pétales afin d'exposer des figures de fluorescence sur la corolle qui attirent les papillons de nuit afin d'assurer sa reproduction.

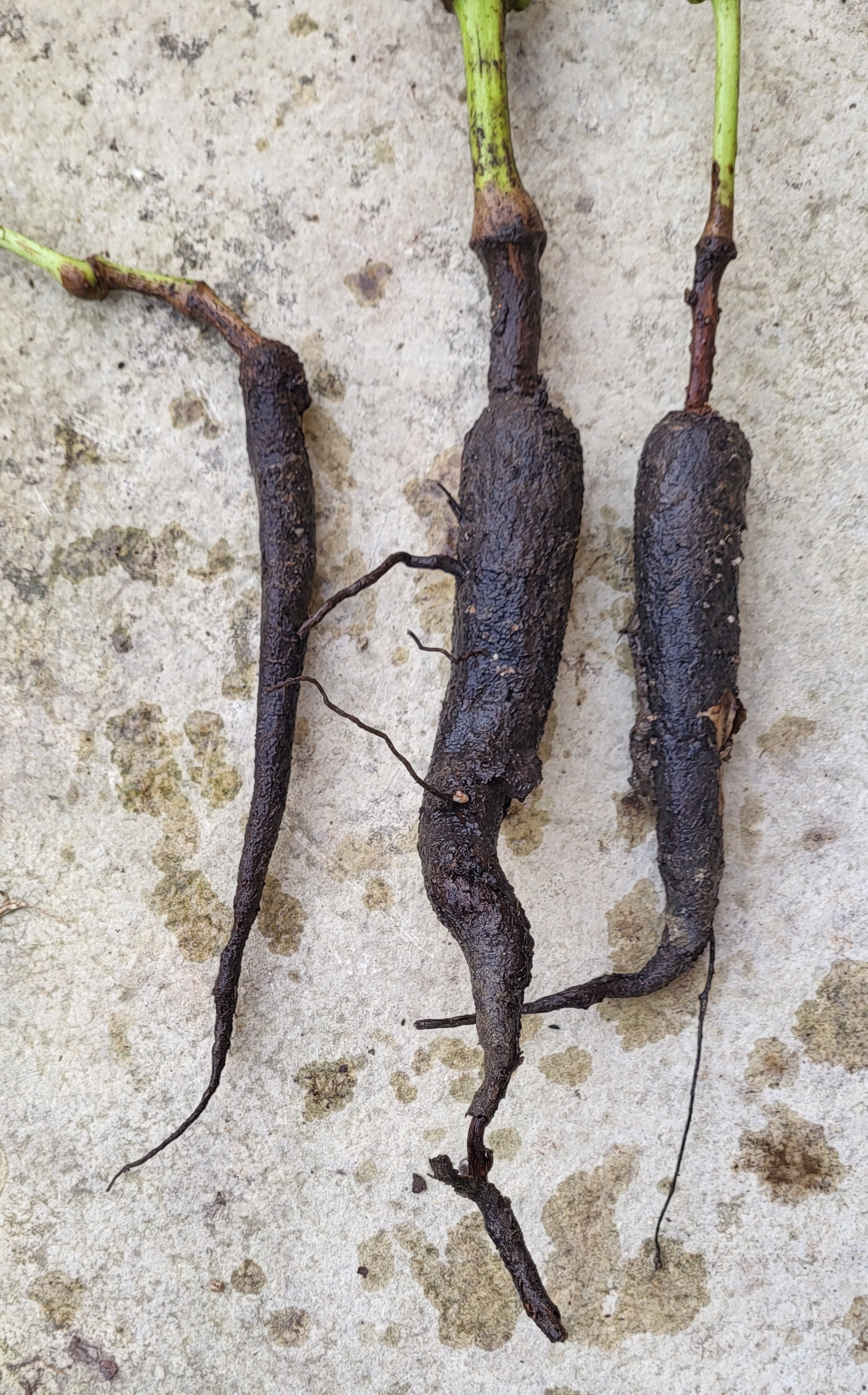
Racines tubérisées de Mirabilis

Mirobilis jalaba produit de grosses racines tubérisées noirâtres qui ont dans plusieurs régions du monde des usages médicinaux traditionnels.

## Écologie
Mirabilis jalapa est originaire des régions tropicales sèches d'Amérique centrale et d'Amérique du Sud : Guatemala, Mexique, Chili, Pérou.
Elle est actuellement naturalisée dans de nombreux pays en Asie, Afrique, États-Unis, Moyen-Orient, Europe dont la France et tout autour du bassin méditerranéen.
À La Réunion, Mirabilis jalapa espèce initialement ornementale, s'est naturalisée sur la côte ouest, entre 400 et 700 m d'altitude et la côte sud entre 0 et 700 m. C'est une rudérale des zones de décombres et une adventice, relativement commune des champs de canne à sucre sur les côtes ouest et sud. Sa forte production de graines et sa croissance rapide lui permettent de recouvrir jusqu'à 30 à 50 % dans les parcelles cannières.

## Confusions
Ne pas confondre avec Epiphyllum oxypetalum dont un des noms vernaculaires est similaire.

## Utilisations
Bien avant la conquête espagnole du Mexique, Mirabilis jalapa était cultivée par les Aztèques pour ses fleurs chatoyantes et parfumées et pour ses propriétés médicinales.

### Culture ornementale

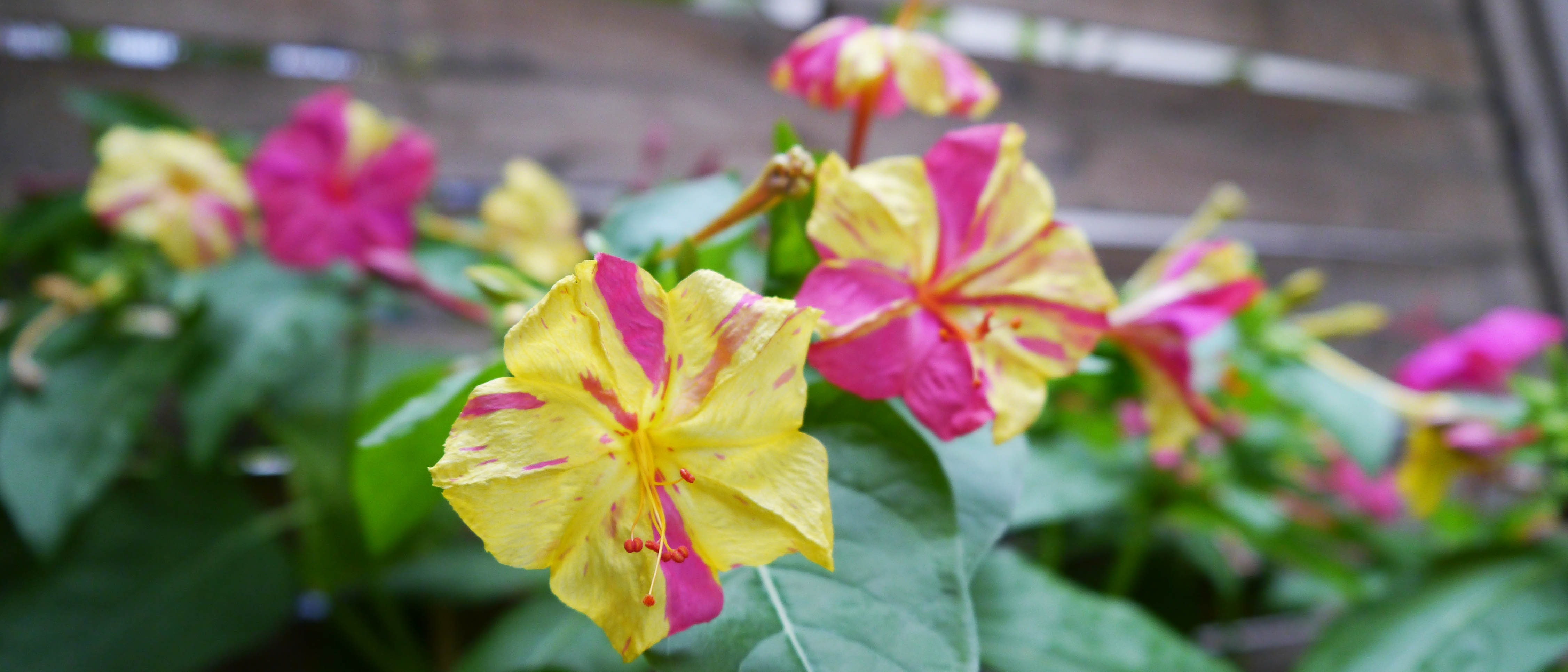
Fleurs aux couleurs variées, sur le même pied, en fin d'après-midi.

La Belle-de-nuit est une plante facile à cultiver à condition de lui donner une exposition ensoleillée ou à la mi-ombre. Dans ces conditions, elle croît très rapidement.
Elle pousse de préférence dans les sols légers, riches en humus et bien drainant, elle est neutre côté acidité (pH).
La culture en pot est toujours possible avec un mélange 80 % terreau 20 % terre de jardin et un container bien profond.
On sème généralement de mi-février à mai. Les graines germent vite à une température de 18 °C. On peut tout simplement planter les tubercules au printemps à une profondeur de 10 cm.
La Belle-de-nuit fleurit 90 jours après le semis. C'est une plante sensible aux excès d'arrosage. Dans les régions froides, elle doit être conservée hors-sol comme les cannas ou les dahlias.
La Belle-de-nuit est, avec la Rose trémière, très cultivée le long des murs sur le littoral de la Charente maritime (Ile de Ré, Talmont…). Elle fleurit à profusion tout l'été.

### Usage médicinal

#### Composés actifs
Un certain nombre de composés actifs ont été extraits des tissus de M. jalapa, comme

- des roténoïdes manifestant une inhibition de la transcriptase inverse pour traiter les infections au VIH-1 (Wang et al.[14], 2002) ;
- des composés phénoliques aux propriétés anti-fongiques (Yang et al.[15], 2001) ;
- des peptides anti-microbiens (De Bolle et al.[16], 1996) ou
- des protéines inactivant les ribosomes RIP avec une activité anti-virale (Vivanco et al.[17], 1999).

#### Usage médicinal traditionnel
La partie la plus utilisée est sa grosse racine pivotante, en forme de navet. En Guadeloupe, on en constitue des emplâtres pour soigner les entorses et au Congo, on y a recours, de la même façon, en cas d’œdèmes quels qu'ils soient. Cette racine dégageant une légère odeur nauséabonde, doit à un alcaloïde, la trigonelline, ses propriétés vermifuges, en sus de son pouvoir vomitif.
Au Brésil, les indiens Kayapos reniflent la poudre des fleurs séchées pour soigner les maux de tête et utilisent des décoctions de la racine pour laver les plaies et traiter les affections dermatologiques comme la lèpre. Au Pérou, le jus extrait des fleurs est utilisé pour les lésions herpétiques et le mal d'oreilles. Le jus extrait de la racine sert au traitement du mal d'oreilles, de la diarrhée, de la dysenterie, de la syphilis et des infections hépatiques. Au Mexique, des décoctions de la plante entière servent pour la dysenterie, les blessures infectées et les piqûres d'abeilles et de scorpions.
En France, elle était bien connue des médecins et apothicaires du XVIIe siècle qui recommandaient la racine de jalap aux « hydropiques et goûteux » car « elle purge fort bien les eaux » (Lémery, Cours de chymie, éditions de 1675 à 1757) .

« Le 14 janvier 1709, on disait que le prince de Conti était beaucoup plus mal, et que les médecins l'avaient mis dans l'usage du jalap. »

— Comte de Cosnac & Edouard Pontal,   Mémoires du marquis de Sourches sur le règne de Louis XIV.

## Organisme modèle

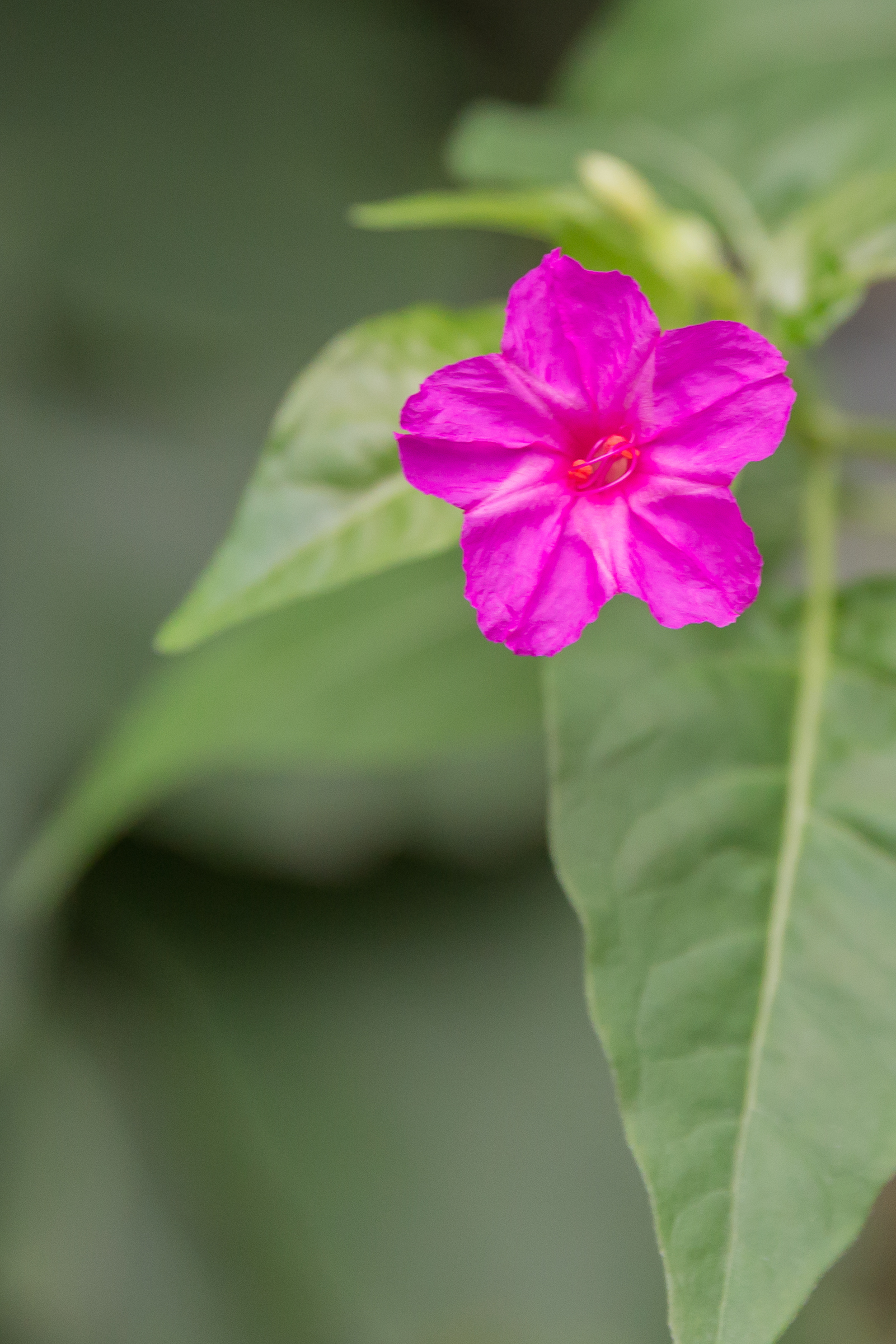
Mirabilis jalapa (Belle-de-nuit) à Saint-Aignan-sur-Cher.

Mirabilis jalapa est un organisme modèle pour l'étude de l'héritage cytoplasmique, de l'expansion rapide des pétales suivis de leur sénescence, ou de la production des odeurs.
Peu de temps après la redécouverte des lois de Mendel en 1900, Correns observa en 1909 chez Mirabilis jalapa une hérédité non-Mendélienne. Lors de croisements entre plantes ayant des feuilles de couleur jaune ou verte, le caractère « couleur des feuilles » est hérité seulement du parent maternel. Le parent qui donne le pollen n'a pas d'influence sur la couleur des feuilles de sa descendance. Les chloroplastes qui portent les traits associés à la couleur des feuilles sont hérités du parent qui fournit l'ovule.
Les couleurs variées de la Belle-de-nuit sont dues à des pigments colorés de la famille des bétalaïnes (bétacyanines et bétaxanthines), caractéristiques de l'ordre des Caryophyllales. On les trouve aussi dans les fleurs de Bougainvillea, Celosia ou de Portulaca ou dans la betterave. Cinq bétaxanthines ont été détectées dans la belle-de-nuit et leur fluorescence bien caractérisée. Ainsi une bétaxanthine dérivée de la tyramine (ou miraxanthine III) émet spontanément de la lumière à la longueur d'onde maximum de 506 nm à la suite d'une excitation située à 464 nm. Il a été aussi montré que la fluorescence émise par une bétaxanthine jaune était absorbée par une bétacyanine violette et ainsi créé une figure de fluorescence contrastée sur la corolle.
L'odeur des fleurs de Mirabilis jalapa est fortement dominée par le (E)-β-ocimène, avec aussi des quantités détectables de β-myrcène, (Z)-3-hexenyl acétate, (Z)-ocimène, (E)-epoxy-ocimène, et de benzoate de benzyle. Les lobes de la corolle sont le site principal d'émission du (E)-β-ocimène. Sa libération passe par un pic entre 17 h et 20 h, en début d'anthèse, au moment où sont actifs les sphinx pollinisateurs. Les stomates et les trichomes ne sont pas directement impliqués dans l'émission. Et comme aucune indication ne permet de penser que les osmophores seraient concernés, on suppose que la libération se fait par diffusion.